# دالبرگ (راینلاند-فالتس)
دالبرگ (به آلمانی: Dalberg) یک شهر در آلمان است که در باد کرویتسناخ واقع شده‌است. دالبرگ ۲۶۵ نفر جمعیت دارد.